# لو كونينغهام
لو كونينغهام (بالإنجليزية: Lou Cunningham)‏ هو فلاح وسياسي أسترالي، ولد في 4 يونيو 1889 في إينفيريل في أستراليا، وتوفي في 23 مارس 1948 في Coogee, New South Wales ‏ في أستراليا. نشط حزبياً في حزب العمال الأسترالي. وقد انتخب عضو مجلس النواب الأسترالي عن دائرة Division of Gwydir ‏ (12 أكتوبر 1929 – 19 ديسمبر 1931) وانتخب عضو الجمعية التشريعية لنيو ساوث ويلز عن دائرة Electoral district of Coogee ‏ (10 مايو 1941 – 23 مارس 1948) وانتخب عضو مجلس النواب الأسترالي عن دائرة Division of Gwydir ‏ (13 ديسمبر 1919 – 14 نوفمبر 1925).